# Schmuckbaumnattern
Die Schmuckbaumnattern (Chrysopelea) sind eine Gattung baumbewohnender Schlangen, die in den tropischen Regenwäldern von Süd- und Südostasien verbreitet sind. Sie sind für ihre Fähigkeit berühmt, von Baum zu Baum zu gleiten und werden deswegen oft auch fliegende Schlangen genannt. Es sind fünf Arten bekannt.
Schmuckbaumnattern sind Trugnattern (Opistoglyphen), also giftig. Ihre Giftzähne befinden sich hinten im Maul. Sie helfen beim Abtöten der Beute während des Verschlingvorgangs, und gleichzeitig erleichtert das verabreichte Gift die Verdauung. Für Menschen ist ihr Gift nicht sonderlich gefährlich.

## Beschreibung
Die meisten Arten erreichen eine Länge von 1 bis 1,2 m, Chrysopelea pelias, die kleinste Art, wird jedoch nur 60–70 cm lang.

## Verbreitung
Der Lebensraum der Schmuckbaumnattern erstreckt sich über die süd- und südostasiatischen Flachlandregenwälder. Sie sind über Teile von Südwestindien, Sri Lanka und von Südchina südlich von Kunming über Birma, Thailand bis Vietnam und über Indonesien bis zu den Philippinen verbreitet.

## Gleitflug
Obwohl keine äußeren morphologischen Merkmale vorhanden sind, können diese Schlangen weite Strecken im Gleitflug überwinden, in der Luft navigieren und sogar umdrehen. In einem Experiment ließ man Chrysopelea paradisi von einem 9,6 m hohen Turm auf ein flaches Gelände gleiten und beobachtete dies in Stereo mit zwei Kameras. Wie die Forscher herausfanden, spreizen die Schlangen beim Flug die Rippen nach außen. Dabei nimmt die Unterseite die Form einer Tragfläche an, die Breite der Schlange verdoppelt sich. Auf diese Weise legten die Schlangen im Schnitt Distanzen von 10 m zurück.

## Arten
Die Gattung umfasst zurzeit fünf anerkannte Arten:
- Goldschlange oder Grüne Schmuckbaumnatter (Chrysopelea ornata (Shaw, 1802))
- Schmuckbaumnatter  (Chrysopelea paradisi Boie, 1827)
- Chrysopelea pelias (Linnaeus, 1758)
- Chrysopelea rhodopleuron Boie, 1827
- Chrysopelea taprobanica Smith, 1943